# Jesper Mørkøv
Jesper Mørkøv, né le 11 mars 1988 à Kokkedal, est un coureur cycliste danois. Durant sa carrière, il participe à des compétitions sur route et sur piste. Son frère aîné Michael est également coureur cycliste.

## Palmarès sur piste

### Championnats du monde
- Minsk 2013
  - 10e de l'américaine
  - 12e de la course aux points
- Londres 2016
  - 12e de l'américaine

### Championnats d'Europe
- 2012
  -  Médaillé d'argent de la course derrière derny
- 2014
  -  Champion d'Europe derrière derny

### Six jours
- Six Jours de Copenhague : 2016 (avec Alex Rasmussen)

### Championnats nationaux
- 2005
  - 3e du championnat du Danemark de poursuite par équipes
  - 3e du championnat du Danemark de course aux points juniors
- 2006
  -  Champion du Danemark de poursuite par équipes juniors
- 2007
  - 2e du championnat du Danemark de poursuite par équipes
- 2008
  - 2e du championnat du Danemark de scratch
  - 2e du championnat du Danemark de l'américaine
  - 3e du championnat du Danemark de poursuite par équipes
  - 3e du championnat du Danemark de course aux points
- 2009
  - 3e du championnat du Danemark de l'américaine
- 2010
  -  Champion du Danemark de course aux points
- 2011
  - 2e du championnat du Danemark de l'américaine
  - 3e du championnat du Danemark de course aux points
- 2012
  -  Champion du Danemark du scratch
- 2013
  -  Champion du Danemark de course aux points
- 2015
  -  Champion du Danemark du scratch
- 2016
  - 2e du championnat du Danemark de l'américaine
  - 3e du championnat du Danemark de course aux points
- 2017
  - 2e du championnat du Danemark de poursuite par équipes
  - 3e du championnat du Danemark de l'américaine